# Ptychomitrium subdentatum
Ptychomitrium subdentatum är en bladmossart som beskrevs av Bescherelle 1877. Ptychomitrium subdentatum ingår i släktet atlantmossor, och familjen Ptychomitriaceae. Inga underarter finns listade i Catalogue of Life.